# Premna ridleyi
Premna ridleyi là một loài thực vật có hoa trong họ Hoa môi. Loài này được King & Gamble miêu tả khoa học đầu tiên năm 1908.